# Binturong
Der Binturong (Arctictis binturong), auch Marderbär genannt, ist eine Raubtierart aus der Familie der Schleichkatzen (Viverridae). Seines Aussehens wegen wurde er früher zu den Kleinbären gestellt, tatsächlich ist er eine Schleichkatze mit untypischer Gestalt. 

## Merkmale
Der Binturong ist plump und kurzbeinig, sein Fell ist rau und lang, insbesondere am Schwanz, und meist dunkelgrau oder schwarz gefärbt. Der Kopf ist oft gräulich und durch die langen, weißen Tasthaare und die langen Ohrbüschel gekennzeichnet. 

Als einziges Raubtier neben dem Wickelbär und einziges Höheres Säugetier der Alten Welt verfügt er über einen Greifschwanz. Binturongs erreichen eine Kopf-Rumpf-Länge von 61 bis 96 Zentimetern, hinzu kommen 56 bis 89 Zentimeter Schwanz; damit ist er die größte Art aus der Unterfamilie der Palmenroller. Sein Gewicht variiert von 9 bis 14, in Ausnahmefällen bis zu 20 Kilogramm.
Für den Menschen auffällig ist der Geruch, der von Marderbären hinterlassen wird. Durch den Stoff 2-Acetyl-1-pyrrolin, der im Urin der Tiere vorkommt, ähnelt er dem Geruch von Popcorn, worin dieser Stoff auch vorkommt.

## Verbreitung und Lebensraum

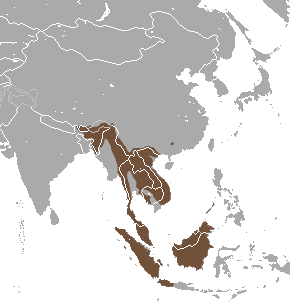
Karte zeigt die Verbreitung des Binturong, basiert auf Daten der International Union for Conservation of Nature and Natural Resources

Binturongs leben in Südostasien. Ihr Verbreitungsgebiet erstreckt sich von Indien über das südostasiatische Festland bis zu den Inseln Sumatra, Java, Borneo und Palawan. Ihr Lebensraum sind dichte Wälder, vorwiegend tropische Regenwälder.

## Lebensweise

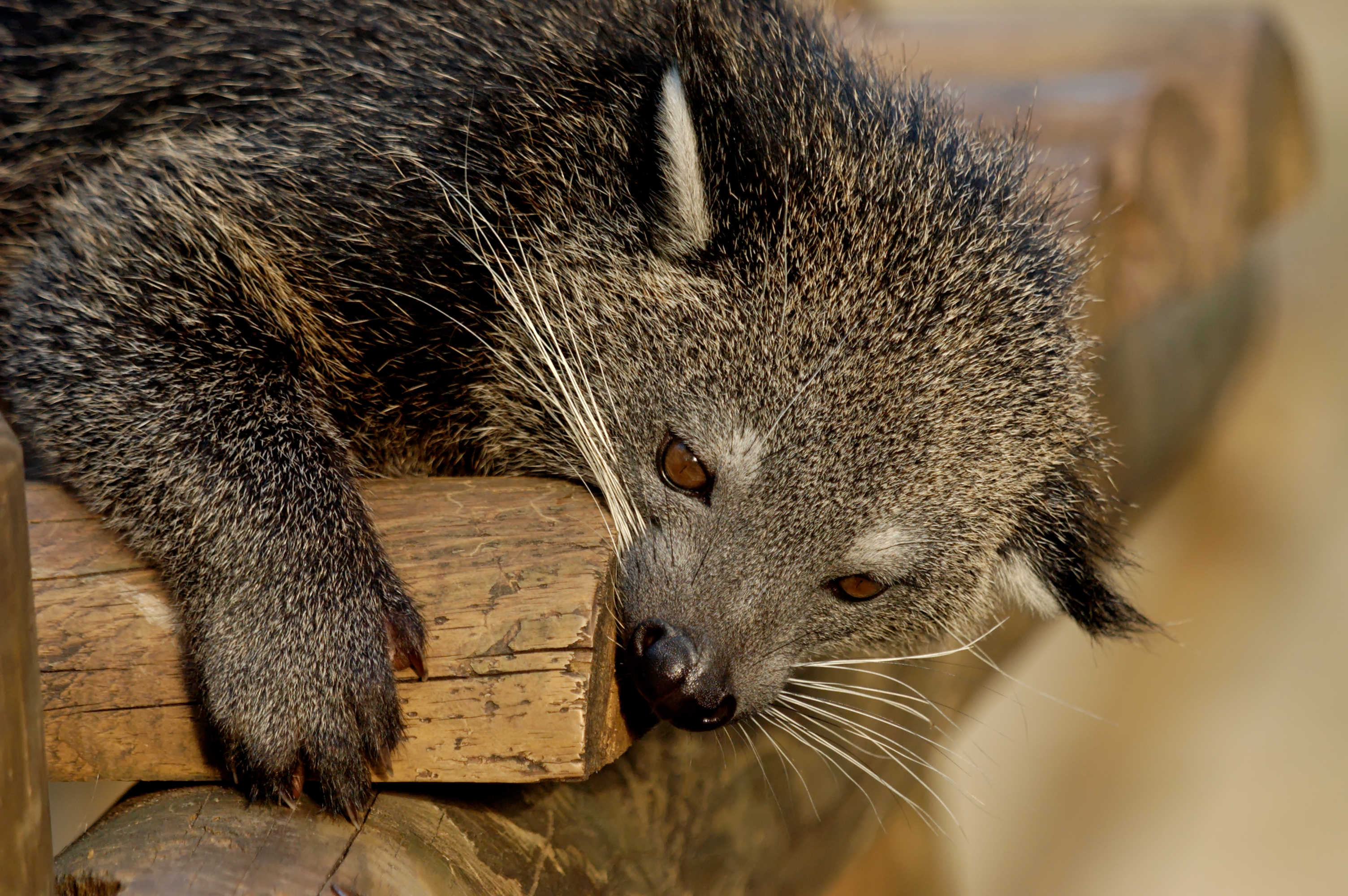
Porträt eines jungen Marderbären

Binturongs sind nachtaktiv und leben hauptsächlich als Baumbewohner. Ihre Bewegungen sind langsam und bedächtig; sie springen nicht, können aber mit Hilfe ihrer kräftigen Beine, ihrer scharfen Krallen und ihres Greifschwanzes gut klettern. Berichten zufolge können sie auch gut schwimmen und tauchen. Auf dem Boden tritt der Binturong wie ein Bär mit der ganzen Sohle auf, eine für eine Schleichkatze ungewöhnliche Fortbewegungsart.
Binturongs leben alleine oder in kleineren Gruppen, die aus einem Paar samt Nachwuchs bestehen. Innerhalb dieser Gruppen sind die Weibchen dominant.
Das höchste bekannte Alter eines Binturongs in Gefangenschaft betrug 25 Jahre.

### Ernährung
Die Hauptnahrung der Binturongs sind Früchte. Der Anteil pflanzlicher Nahrung an der Gesamtnahrung ist höher als bei allen anderen Schleichkatzen. Daneben fressen sie aber auch Insekten und Vögel, gehen an Aas und rauben Vogelnester aus. Auch Fische bilden einen Teil der Nahrung.

### Fortpflanzung
Das Weibchen kann zweimal im Jahr Nachwuchs zur Welt bringen. Nach rund 90-tägiger Tragzeit bringt es ein bis sechs – meist zwei oder drei – Jungtiere zur Welt. Diese sind vorerst nackt und halten sich im Schutz des mütterlichen Pelzes auf. Selbst nach der Geburt duldet das Weibchen den Partner noch in der Nähe, was unter Schleichkatzen unüblich ist. Jungtiere nehmen nach sechs bis acht Wochen erstmals feste Nahrung zu sich und pflanzen sich mit rund 2,5 Jahren das erste Mal fort.

## Binturongs und Menschen
In manchen Regionen werden Binturongs als Heimtiere gehalten; sie sollen leicht zu zähmen und sehr zutrauliche Tiere sein. Ihr Fleisch gilt mancherorts als Delikatesse, manche Körperteile finden in der traditionellen Medizin Verwendung. 
Aufgrund des starken Bestandsrückgangs von 30 Prozent in den letzten 30 Jahren (drei Generationen) stuft die IUCN den Binturong als gefährdet („vulnerable“) ein.